# Katharina Tasch
Katharina Tasch (geboren 1977 in Mühlhausen) ist eine deutsche Kostümbildnerin.

## Leben und Werk
Katharina Tasch studierte Kostümdesign an der Fachhochschule für Design und Medien in Hannover. Von 2007 bis 2010 war sie als Kostümassistentin am Schauspiel Frankfurt engagiert.
Seit 2010 arbeitet sie als freie Kostümbildnerin – am Münchner Residenztheater, an der Komischen Oper von Berlin, an der Hamburgischen Staatsoper und an der Oper Frankfurt. In Zusammenarbeit mit Katrin Lea Tag entwickelte sie die Kostüme für Barrie Koskys Monteverdi-Trilogie an der Komischen Oper in Berlin. 2017 entwarf sie die Kostüme für die Uraufführung der Oper Der Mieter von Arnulf Herrmann, dirigiert von Kazushi Ōno, inszeniert von Johannes Erath, mit dem sie zuvor bereits in Frankfurt und Hamburg zusammen gearbeitet hatte.

## Schauspiel (Auswahl)
- 2015: Torquato Tasso von Johann Wolfgang von Goethe – Residenztheater, München, Regie: Philipp Preuss
- 2016: Die Unschuldigen, ich und die Unbekannte am Rande der Landstraße … von Peter Handke – Residenztheater, München, Regie: Philipp Preuss

## Oper (Auswahl)
- 2012:  Giulio Cesare in Egitto von Georg Friedrich Händel – Oper Frankfurt, Regie: Johannes Erath
- 2014: Das schlaue Füchslein von Leoš Janáček – Hamburgische Staatsoper, Regie: Johannes Erath
- 2014: L’incoronazione di Poppea von Claudio Monteverdi – Oper Frankfurt, Regie: Ute Engelhardt
- 2016: Das schlaue Füchslein von Leoš Janáček – Oper Frankfurt, Regie: Ute Engelhardt
- 2017: Der Diktator, Schwergewicht, Das geheime Königreich von Ernst Krenek – Oper Frankfurt, Regie: David Hermann
- 2017: La Betulia liberata von Wolfgang Amadeus Mozart – Oper Frankfurt, Regie: Jan Philipp Gloger
- 2017: Der Mieter von Arnulf Herrmann – Uraufführung, Oper Frankfurt, Regie: Johannes Erath